# Mozi
Mozi (kinesiska: 墨子 (Mo Zi), pinyin: Mòzǐ, Wade-Giles: Mo Tzu, latin: Micius) var en kinesisk filosof. På 400-talet f.Kr. lade han grunden till den moistiska skolan. Med banbrytande filosofiska argument kritiserade han både konfucianismen och daoismen och förespråkade i stället en sofistikerad konsekventialistisk normativ teori. Det finns goda skäl att kalla Mozi Kinas förste filosof, trots att detta epitet traditionellt tillerkänns den samtida Konfucius. Mozi är huvudförfattaren till boken Mozi.

## Biografi

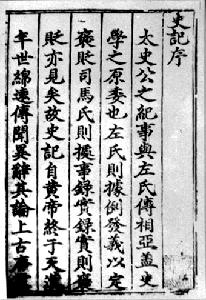
Första sidan ur krönikan Shiji, som innehåller ett kort avsnitt om Mozi.

Få detaljer är kända om Mozis liv. Han var född antingen i Song (宋國) eller i Konfucius hemland, Lu (魯國), och förmodligen var han verksam omkring 430-talet f.Kr., ungefär samtidigt som den grekiske filosofen Sokrates.
Enligt krönikan Shiji var Mozi ”enligt vissa samtida med och enligt andra efterkommande till Konfucius”, som levde till år 479 före vår tideräkning. Det är sannolikt att han föddes medan Konfucius fortfarande levde och att han dog innan Mencius föddes (cirka 372 f.Kr.).
Mozi hette Mò Dí (墨翟), och Mozi är en hövlighetsform med betydelsen mästare Mo. Mò (墨) betyder tusch och är ett ovanligt familjenamn. Enligt några forskare var det en karakteriserande benämning som Mozi fick eftersom han varit slav eller förbrytare. Slavar och brottslingar tatuerades ofta i ansiktet med svart tusch.
Mozi var av låg börd. En källa förtäljer att han vägrades audiens av kung Huì av Chǔ (楚惠王, 488-432 f.Kr.) på grund av sin låga samhällsställning. Mozi beskrivs i tidiga texter som hantverksmäster och befästningstekniker. Det är sannolikt att han var hantverkare, förmodligen timmerman. Enligt uppteckningar från Handynastin (Shiji, 史記) tjänstgjorde Mozi som ämbetsman i Songriket (宋國).

## Historiska källor
| Pinyin        | Tecken   | Tillkomst           |
| ------------- | -------- | ------------------- |
| Hán Fēizǐ     | 韓非子   | 200-talet f.Kr.     |
| Huáinánzǐ     | 淮南子   | 100-talet f.Kr.     |
| Lǚshì chūnqiū | 呂氏春秋 | cirka 239 f.Kr.     |
| Mèngzǐ        | 孟子     | 300-talet f.Kr.     |
| Mòzǐ          | 墨子     | 400-200-talet f.Kr. |
| Shǐjì         | 史記     | 100-talet f.Kr.     |
| Xúnzǐ         | 荀子     | 200-talet f.Kr.     |
| Zhuāngzǐ      | 莊子     | 300-talet f.Kr.     |

### Fotnoter
1. 1 2 3 4  Fraser (2007)
2. ↑  ”Mozi 墨子 "Master Mo" and the the Mohist Canon (Mojing 墨經)” (på engelska). Chinaknowledge.de. 18 juli 2010. http://www.chinaknowledge.de/Literature/Diverse/mozi.html. Läst 28 juli 2022.
3. 1 2  Chan (1963), s. 212
4. ↑  史記, kapitel 74
5. ↑  Fraser (2007); Chan (1963), s. 212

### Webbkällor
- ”Chinese Text Project”. Donald Sturgeon. http://ctext.org. Läst 18 mars 2009.
- Fraser, Chris (2007). ”Mohism”. Stanford Encyclopedia of Philosophy. http://plato.stanford.edu/entries/mohism/. Läst 18 mars 2009.
- ”Kinesiska Wikipedia”. Wikimedia. http://zh.wikipedia.org/wiki. Läst 18 mars 2009.
- ”史記”. 維基文庫 (Wikisource). http://zh.wikisource.org/wiki/史記. Läst 19 mars 2009.